# Пам'ятки історії Білоцерківського району
| № пп | Охорон. номер | Найменування пам'ятки | Місцезнаходження пам'ятки | Епоха                | Значення    | Рішення                          | Координати                                                                      | Фото |
| ---- | ------------- | --------------------- | ------------------------- | -------------------- | ----------- | -------------------------------- | ------------------------------------------------------------------------------- | ---- |
| 1    | 100002-Н      | Замкова гора          | Біла Церква               | пер. половина XI ст. | національна |                                  | 49°47′29.50″ пн. ш. 30°06′36.62″ сх. д. / 49.7915278° пн. ш. 30.1101722° сх. д. |      |
| 2    |               | Торгові ряди БРУМ     | Біла Церква               | поч XIX ст.          | національна | Пост. РМ УРСР від 24.08.63 № 970 | 49°47′49.21″ пн. ш. 30°06′56.78″ сх. д. / 49.7970028° пн. ш. 30.1157722° сх. д. |      |
|      |               |                       |                           |                      |             |                                  |                                                                                 |      |